# Stefan Szolc-Rogoziński
Karol Stefan Szolc-Rogoziński (ur. 14 kwietnia 1861 w Kaliszu, zm. 1 grudnia 1896 w Paryżu) – polski podróżnik, badacz Kamerunu, członek Królewskiego Towarzystwa Geograficznego (1885); w 1882 zorganizował pierwszą polską wyprawę badawczą do Afryki.

## Życiorys
Urodzony w Kaliszu w rodzinie ewangelickiej jako najstarszy z czterech synów Ludwika Scholtza (1832–1894), tamtejszego przemysłowca oraz Malwiny z Rogozińskich (1840–1877), córki znanego warszawskiego adwokata. Rodzicami Ludwika byli Carl Scholtz (1799–1880) i Fryderyka (Fridericke, 1805–1864), córka przemysłowca Beniamina Repphana (1769–1831). Wymienione osoby są pochowane na kaliskim cmentarzu ewangelickim.
Pod wpływem matki będącej z pochodzenia Polką, rodzina Scholtzów powoli ulegała polonizacji, choć nadal językiem domowym był język niemiecki. W tym też języku powstały napisy na nagrobkach dwóch tragicznie zmarłych braci Rogozińskiego: Emila i Teodora. Najmłodszy z braci, Kazimierz, prowadził korespondencję ze Stefanem w języku polskim i tak jak on uważał się za Polaka. Ponadto Stefan, już jako pełnoletni młodzieniec spolonizował swoje nazwisko na „Szolc” oraz dodał panieńskie nazwisko matki.
Jako młody chłopiec pobierał nauki w Kaliszu u miejscowych guwernerów. W 12. roku życia rozpoczął naukę w niemieckim gimnazjum we Wrocławiu. Tam też poznał swojego przyjaciela Klemensa Tomczeka.
Szolc-Rogoziński był poliglotą: bardzo dobrze znał języki rosyjski, niemiecki, francuski, angielski, dobrze radził sobie z włoskim i hiszpańskim. Ponadto w trakcie pobytu w Afryce Zachodniej opanował kilka lokalnych języków.
W 1878 wstąpił, wbrew woli ojca, jako ochotnik do rosyjskiej Akademii Marynarki Wojennej w Kronsztadzie. 29 kwietnia 1880 zdał egzamin i otrzymał stopień oficera. Wkrótce wypłynął w pierwszy rejs, do Władywostoku, na pokładzie żaglowca krążownika „Generał Admirał”. Była to jego pierwsza podróż dookoła świata, w trakcie której zwiedził Maroko i Algier.
W maju 1881, po przybyciu do Paryża, został przyjęty do Paryskiego Towarzystwa Geograficznego. W Neapolu opracował plany wyprawy w głąb Kamerunu. Święta Bożego Narodzenia 1881 roku spędził w rodzinnym Kaliszu. Próbował uzyskać pomoc finansową od ojca, co mu się nie udało. Przeznaczył na wyprawę pieniądze ze spadku po matce, która zmarła w 1877. Rozpoczął w Warszawie akcję zbierania funduszy. Popierali go np. Filip Sulimierski, redaktor „Wędrowca”, Henryk Sienkiewicz i Bolesław Prus. Rogoziński propagował swoją wyprawę jako misję narodową, mającą zwrócić uwagę świata na Polaków. Podróżnik kupił we Francji statek „Łucja Małgorzata” i 13 grudnia 1882 opuścił na jego pokładzie Hawr. Nad statkiem łopotała bandera francuska i flaga armatora, z herbem Warszawy – Syrenką. Towarzyszyli mu geolog Klemens Tomczek i meteorolog Leopold Janikowski.
U wybrzeży Kamerunu w zatoce Ambas kupił wyspę Mondoleh (za czarny tużurek, cylinder i trzy skrzynki dżinu). Stanowiła ona potem miejsce wypadowe wypraw. Badał wybrzeże Kamerunu, dorzecze rzeki Mungo oraz odkrył jezioro Barombi Mbo (dawniej: Jezioro Słoniowe). W Kamerunie założył w 1882 polską kolonię. Ta jednak nie przetrwała długo, już w 1884 przybyli na te tereny Niemcy i Anglicy. Zdecydował wówczas o poddaniu kolonii Brytyjczykom, jednak w niedługim czasie Kamerun i polską kolonię przejęli Niemcy. 20 maja 1884 zmarł Klemens Tomczek. 12 grudnia tego samego roku Rogoziński wraz z Janikowskim zdobyli szczyt Fako (dziś: wulkan Kamerun, 4095 m n.p.m.) – najwyższy szczyt Kamerunu. Kupił plantację na wyspie Fernando Po, jednak nie przyniosła ona zysków, które pozwoliłyby sfinansować następne wyprawy.
Od 1885 członek brytyjskiego Królewskiego Towarzystwa Geograficznego w Londynie.
29 sierpnia 1888 r., podczas kolejnego pobytu w kraju, ożenił się z literatką Heleną Janiną Boguską, piszącą pod pseudonimem „Hajota”. W latach 1892–1893 podróżował po Egipcie. W 1893 powrócił do kraju, jednakże z nadzieją na następne wyprawy pojechał do Paryża. Tam w wieku 35 lat zginął tragicznie pod kołami omnibusu. Czasopismo „Wędrowiec” zamieściło wspomnienie pośmiertne o Rogozińskim, w którym o podróżniku w jak najlepszych słowach wypowiada się towarzysz jego pierwszej wyprawy – Leopold Janikowski.
Polski podróżnik został pochowany na paryskim cmentarzu Bagneux. Początkowo opiekę nad mogiłą sprawował najmłodszy brat Kazimierz. Współcześnie nie zachował się nagrobek, ani żadna tablica informująca o pochowanym tu Rogozińskim. W 2017 roku starania o rekonstrukcję nagrobka podróżnika podjęło Muzeum Okręgowe Ziemi Kaliskiej, jednak Zarząd Cmentarzy Paryskich nie wyraził na to zgody.

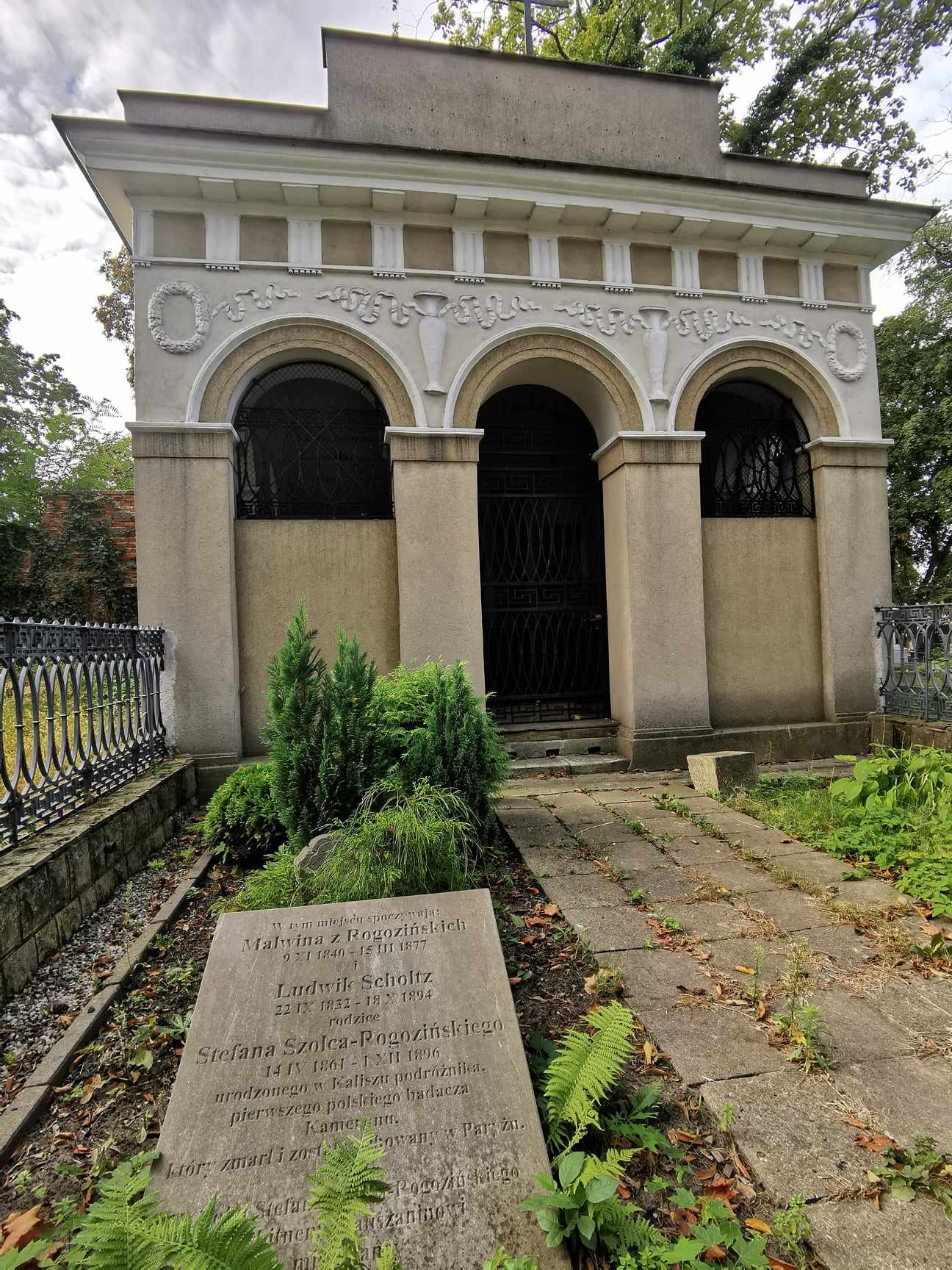
Kaplica Repphanów i Scholtzów na Cmentarzu Ewangelicko-Augsburskim w Kaliszu

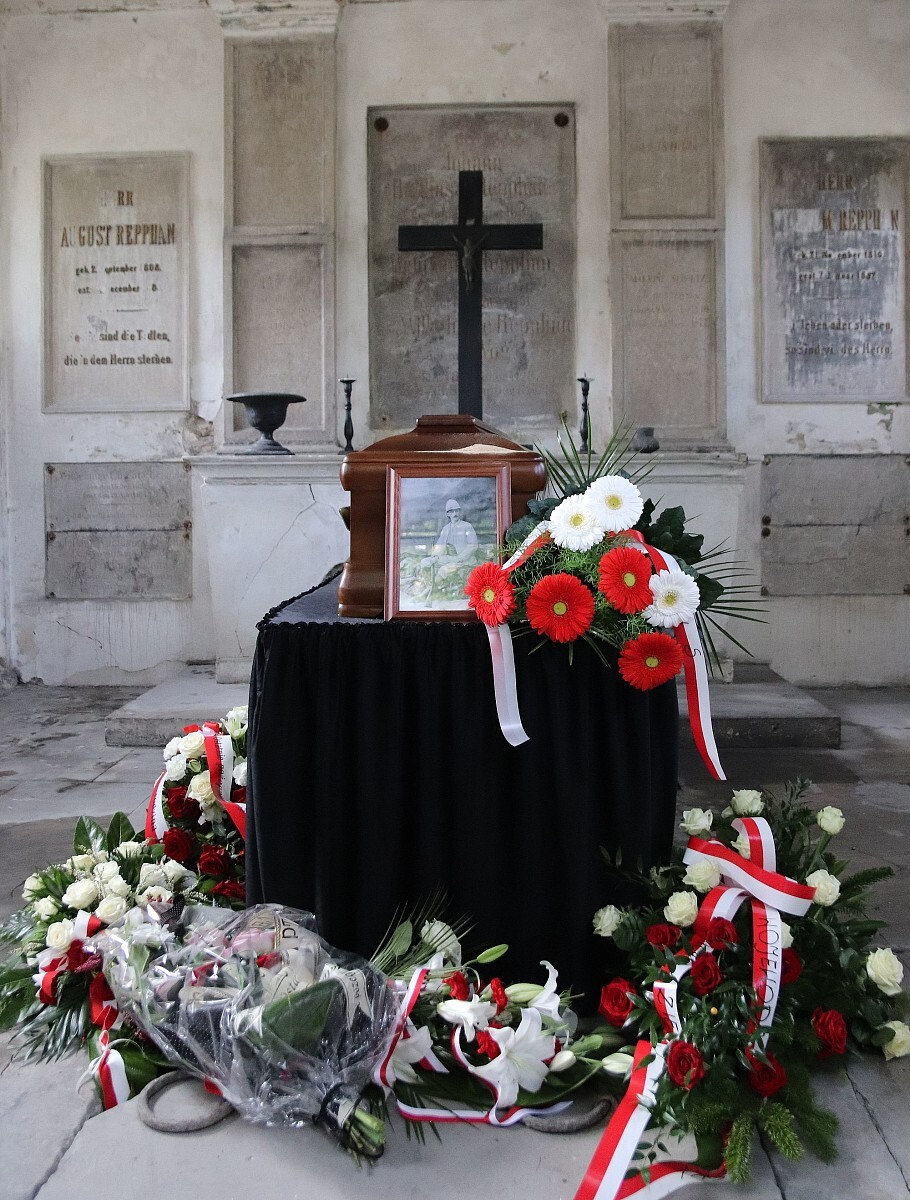
Trumna Szolca-Rogozińskiego w kaplicy Repphanów i Scholtzów

4 października 2023 roku z inicjatywy Fundacji Nowe Drzewo Życia przy wsparciu KPRM prochy Stefana Szolc-Rogozińskiego sprowadzono z Paryża do Warszawy. 10 października 2023 roku doczesne szczątki wybitnego kaliskiego podróżnika, badacza Kamerunu złożono na Cmentarzu Ewangelicko-Augsburskim w Kaliszu, w kaplicy Repphanów i Scholtzów, w której spoczywają m.in. jego rodzice.

## Rezultaty polskiej wyprawy badawczej do Afryki Zachodniej
Po powrocie do kraju w 1893 r. Rogoziński zaczął porządkować swoje zbiory etnograficzne, w skład których wchodziło 370 okazów z Kamerunu, Gabonu i Fernando Po. Ponadto pokłosiem pionierskich badań terenowych pierwszej polskiej wyprawy badawczej do Afryki Zachodniej były zbiory przyrodnicze, antropologiczne, kartograficzne i inne. Liczne eksponaty etnograficzne trafiły do Muzeum Techniczno-Przemysłowego w Krakowie, zaś te antropologiczne zostały przekazane krakowskiej Akademii Umiejętności. Obecnie większość obiektów pochodzących w afrykańskiej wyprawy Rogozińskiego znajduje się w zbiorach krakowskiego Muzeum Etnograficznego.
Prawdopodobnie przekazał też wiele zebranych przez siebie eksponatów do Państwowego Muzeum Etnograficznego w Warszawie.
Po powrocie do kraju wygłaszał liczne odczyty w kraju i za granicą (Wlk. Brytania, Francja) mające na celu popularyzację wiedzy o Afryce Zachodniej. Dokonania i dorobek polskiego podróżnika stały się zalążkiem polskiej afrykanistyki.

## Ekspedycje śladami Stefana Szolca-Rogozińskiego
W styczniu 2016 r. śladami XIX-wiecznych podróżników polskich podążyli Maciej Klósak (pomysłodawca i kierownik wyprawy), Dariusz Skonieczko, Władysław Rybiński oraz Tomasz Grzywaczewski – członkowie Expédition Africaine Rogoziński „Vivat Polonia 2016”. Ich celem była wizyta oraz badania w Kamerunie (region Limbé, Kumby, Jaunde i Foumban), a także w Nigerii (Kalabar). W czasie trwającej trzy tygodnie wyprawy jej członkowie zostali przyjęci m.in. przez sułtana Ibrahima Mbombo Njoyę XIX oraz króla Amou N’Doufou V, którego przodek – Amou N’Doufou II ponad 130 lat wcześniej gościł Rogozińskiego.
Jednym z ważniejszych punktów ekspedycji była uroczystość odsłonięcia tablicy pamiątkowej ufundowanej przez Państwowe Muzeum Etnograficzne w Warszawie, Miasto Kalisz oraz Adama Rybińskiego i Andrzeja de Virion – potomków rodziny Branickich, którzy udzielili wsparcia finansowego Rogozińskiemu podczas jego wyprawy do Kamerunu. Zaprojektowana przez artystę Bogdana Wajberga płyta zawisła w Limbé na ścianie pałacu Chief’a Ekoka Molindo, praprawnuka króla Akemy, od którego Rogoziński kupił część wyspy Mondoleh. W ten sposób symbolicznie oddano cześć Rogozińskiemu i jego towarzyszom.
Podróżnikom na terenie Kamerunu towarzyszyła delegacja z Państwowego Muzeum Etnograficznego w Warszawie w składzie: Adam Czyżewski, Elżbieta Czyżewska, Mariusz Raniszewski.
Wyprawa „Vivat Polonia 2016” została wyróżniona przez amerykański The Explorers Club nadaniem Flagi.
Projekt „Vivat Polonia 2016” stanowił kontynuację pierwszej autorskiej ekspedycji „Kamerun 2014” (Maciej Klósak, Dariusz Skonieczko, Agata Kosmalska, Julian Kernbach), której celem było dotarcie do wybranych miejsc związanych z postacią Rogozińskiego na terenie Kamerunu, Gabonu oraz Gwinei Równikowej.

## Upamiętnienie

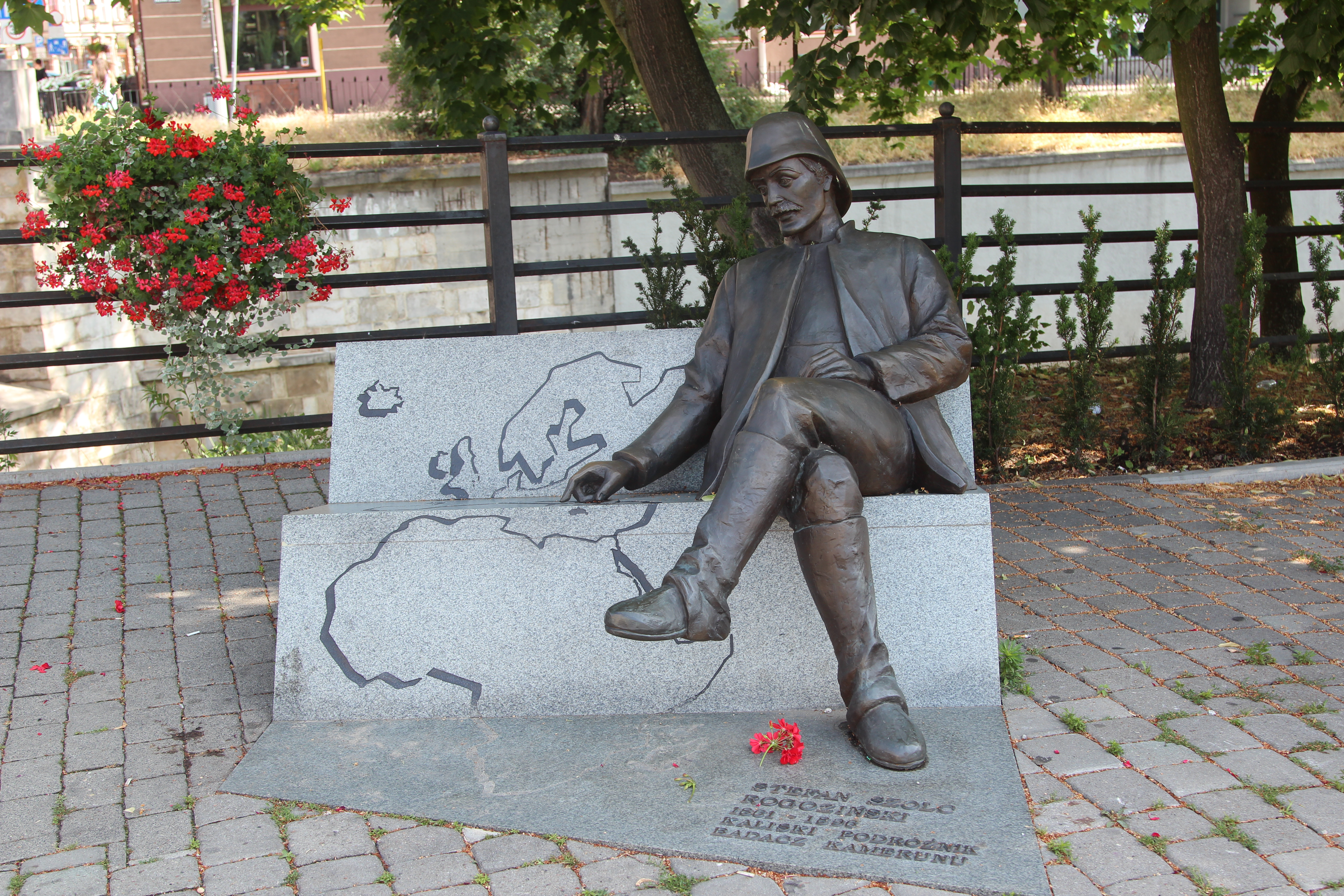
Ławka pomnikowa Stefana Szolca-Rogozińskiego przy moście Kamiennym w Kaliszu

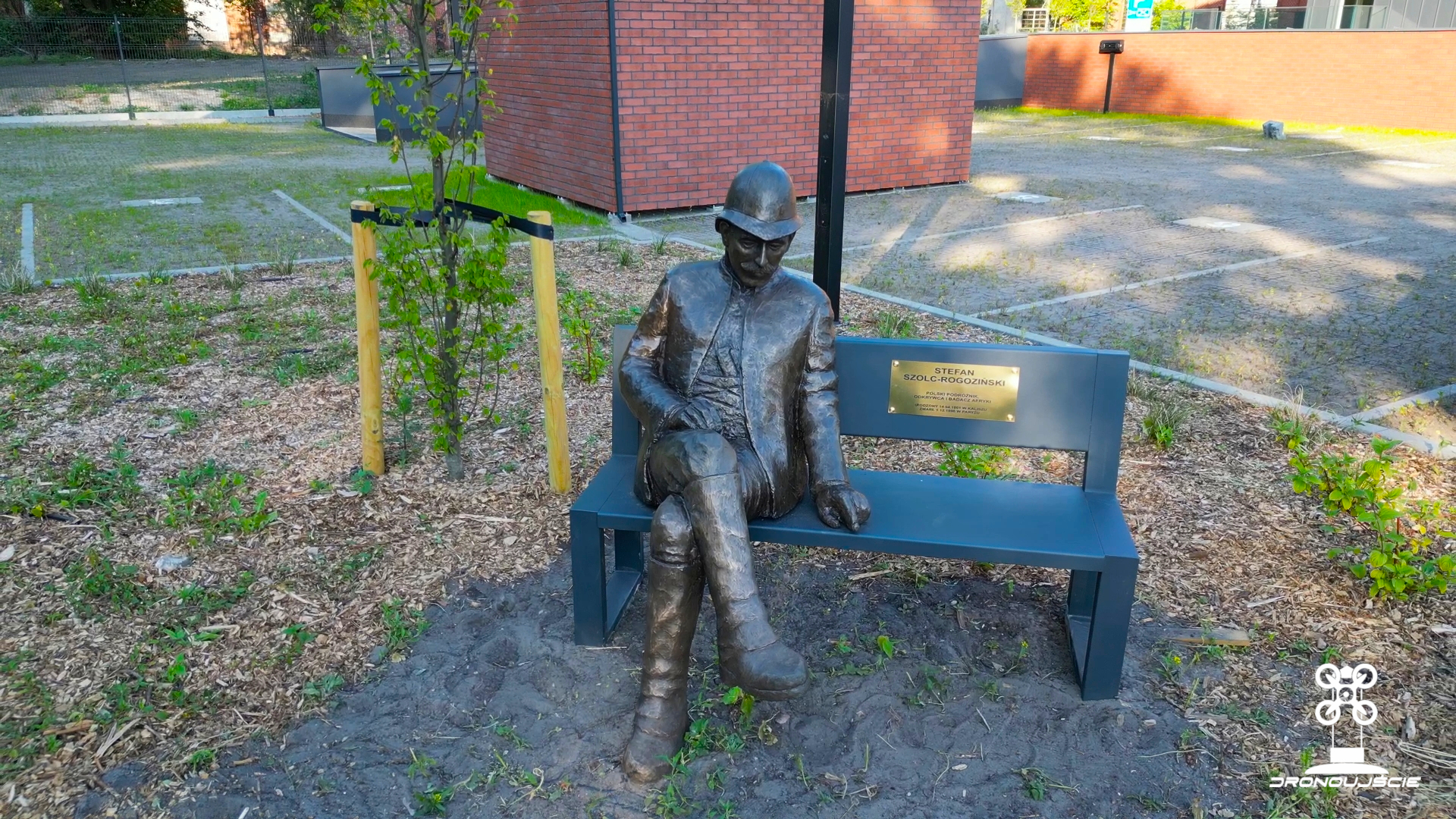
Ławka upamiętniająca Stefana Rogozińskiego w Świnoujściu, przy ulicy noszącej jego nazwisko.

- W Gliwicach, Krakowie, Poznaniu, Przemyślu, Świnoujściu, Pruszczu Gdańskim, Warszawie[18] i Wrocławiu istnieją ulice nazwane jego nazwiskiem.
- W Kaliszu, oprócz ulicy nazwanej jego nazwiskiem, przy Głównym Rynku wmurowana jest płaskorzeźba z jego wizerunkiem, obok portretów Adama Asnyka, Marii Dąbrowskiej i Marii Konopnickiej.
- Imię Stefana Szolca-Rogozińskiego nosi 62 Kaliska Drużyna Harcerzy Starszych „Brzoza”.
- W 1973 Poczta Polska wydała znaczek o wartości 1,50 zł z wizerunkiem S. Rogozińskiego w ramach serii pt. „Uczeni polscy” (numer katalogowy 2136)[19].
- Rok 2017 został ogłoszony przez Radę Miejską Kalisza – rokiem Stefana Szolca-Rogozińskiego. Z tej okazji odbyło się szereg wydarzeń kulturalnych, mających upamiętnić postać tego wielkiego polskiego podróżnika. Również Muzeum Okręgowe Ziemi Kaliskiej włączyło się w owe działania, organizując wystawę czasową: „Z Kalisza do Kamerunu”[20][21]. Otwarcie wystawy miało miejsce 24 listopada 2017 roku, jej zamknięcie przewidziano na luty 2018. Jedną z inicjatyw mających przypomnieć postać polskiego odkrywcy było pojawienie się pod koniec 2017 roku przy kaliskim Moście Kamiennym odlanego z brązu pomnika podróżnika. Stefan Szolc-Rogoziński siedząc na kamiennej ławeczce wskazuje przechodniom drogę do Kamerunu. Napis na kamiennej podłodze brzmi: „Stefan Szolc-Rogoziński. 1861–1896. Kaliski podróżnik. Badacz Kamerunu.”
- Dwie powieści przygodowo-historyczne Bolesława Mrówczyńskiego: „W poszukiwaniu tajemniczego Bajongu” (1955) i „Góra bogów” (1956).
- W 2017 r. ukazał się pierwszy komiks poświęcony postaci podróżnika „Stefan Szolc-Rogoziński – rejs ku przygodzie” do którego rysunki wykonał Adam Polkowski, a scenariusz napisali M. Klósak, A. Polkowski, Przemysław Kaczmarek oraz D. Skonieczko. Natomiast w 2018 r. nakładem wydawnictwa „Szara Godzina” ukazała się powieść „Stefan Szolc-Rogoziński. Zapomniany odkrywca Czarnego Lądu” autorstwa M. Klósaka oraz D. Skonieczko.
- W październiku 2023 szczątki Szolca-Rogozińskiego wróciły z Francji do Polski; zostały złożone w grobie Repphanów i Scholtzów, w której są m.in. prochy rodziców podróżnika.
- W Świnoujściu znajduje się ławka upamiętniająca podróżnika.

## Publikacje
- Żegluga wzdłuż brzegów zachodniej Afryki, wyd. 1886, wznowiona 2011
- Pod równikiem (odczyty), wyd. 1886, wznowiona 2013
- Rysy charakterystyczne murzyńskiego narzecza „bakwiri” używanego w górach kameruńskich. – Kraków, 1887.